# 市図書館駅
市図書館駅は西安市未央区にある、西安地下鉄2号線及び8号線の鉄道駅である。

## 駅構造
1面2線の地下駅である｡改札口及びコンコースは地下1階、ホームは地下2階に位置する。

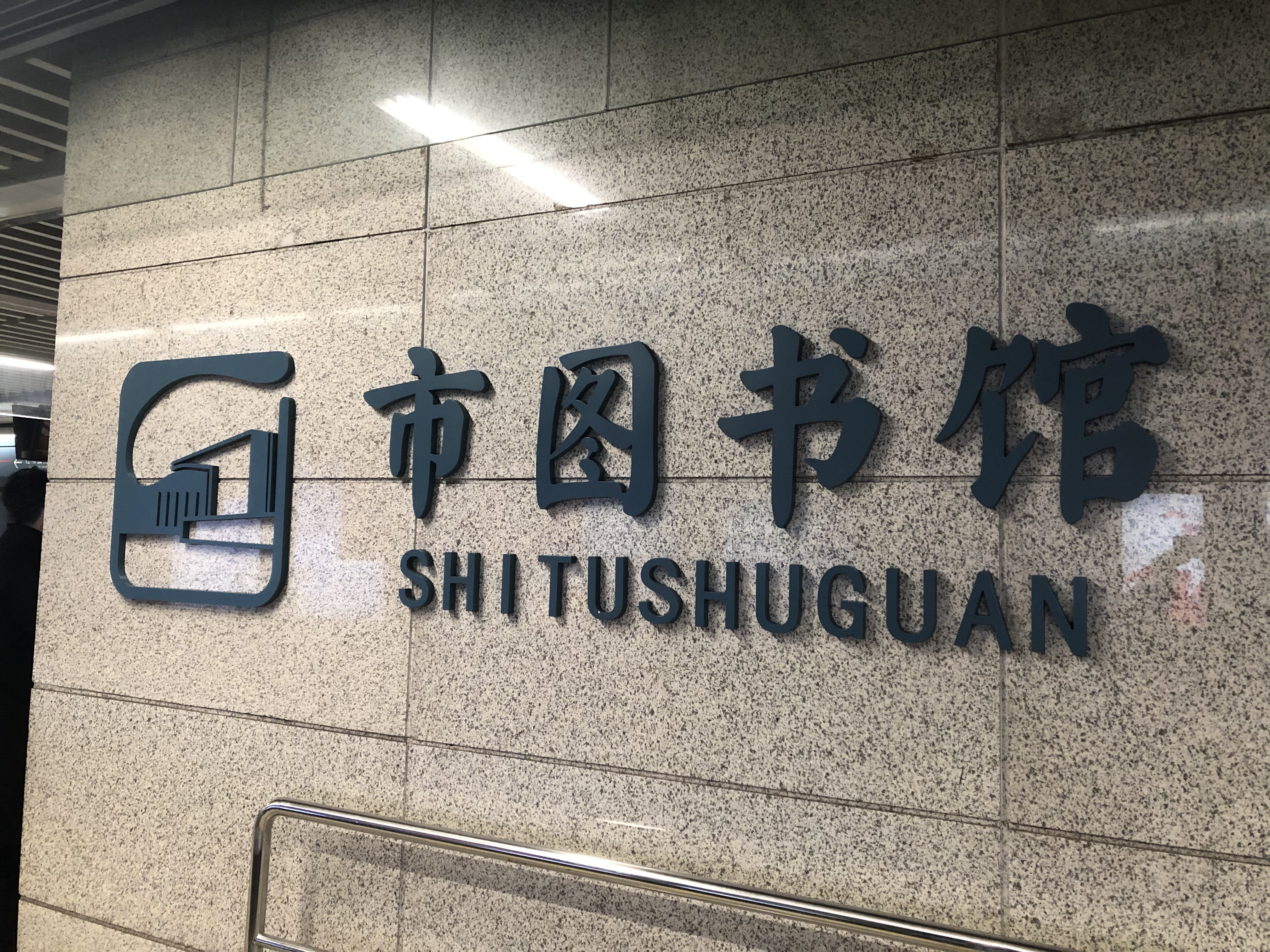
ホーム上の駅名標

## 駅周辺
- 西安図書館
- 未央路
- 鳳城二路

## 隣の駅
西安地下鉄
■2号線
鳳城五路駅 - 市図書館駅 - 大明宮西駅
■8号線
市第三医院駅 - 市図書館駅 - 覇城門駅